# Isocumarina
L'isocumarina è un composto chimico di formula chimica {\displaystyle {\ce {C9H6O2}}}

## Caratteristiche strutturali e fisiche
L'isocumarina è il membro più semplice della classe delle isocumarine ed è un 1H-isocromene sostituito da un gruppo oxo in posizione 1. Deriva da un idruro dell'1H-isocromene e presenta un anello lattonico invertito.
| N. di accettori di legami a idrogeno | 2           |
| N. di atomi pesanti                  | 11          |
| Superficie polare                    | 26,3 Å²     |
| Massa monoisotopica                  | 146,03678 u |

## Sintesi
Il composto può essere sintetizzato attraverso il percorso dell'acetato-malonato o della sintasi polichetidica (PKS).

## Reattività e caratteristiche chimiche

### Spettri analitici
- 1D NMR[7]
- 13C NMR[8]
- GC-MS[9]